# فرانك دانيال
فرانك دانيال (بالتشيكية: František Daniel)‏ (بالإنجليزية: Frank Daniel)‏ هو تربوي وكاتب سيناريو ومخرج تشيكي وأمريكي، ولد في 14 أبريل 1926 في كولين في التشيك، وتوفي في 29 مارس 1996 في كاليفورنيا في الولايات المتحدة بسبب نوبة قلبية.

## وصلات خارجية
- فرانك دانيال على موقع IMDb (الإنجليزية)
- فرانك دانيال على موقع ميوزك برينز (الإنجليزية)
- فرانك دانيال على موقع أول موفي (الإنجليزية)
- فرانك دانيال على موقع قاعدة بيانات الأفلام السويدية (السويدية)
- فرانك دانيال على موقع قاعدة بيانات الأفلام السويدية (السويدية)
- فرانك دانيال على موقع قاعدة بيانات الفيلم (الإنجليزية)
- فرانك دانيال على موقع كينوبويسك (الروسية)